# 翅子树
翅子树（学名：Pterospermum acerifolium），为梧桐科翅子树属下的一个种。台灣原生，產蘭嶼、綠島海岸林中。

## 圖示

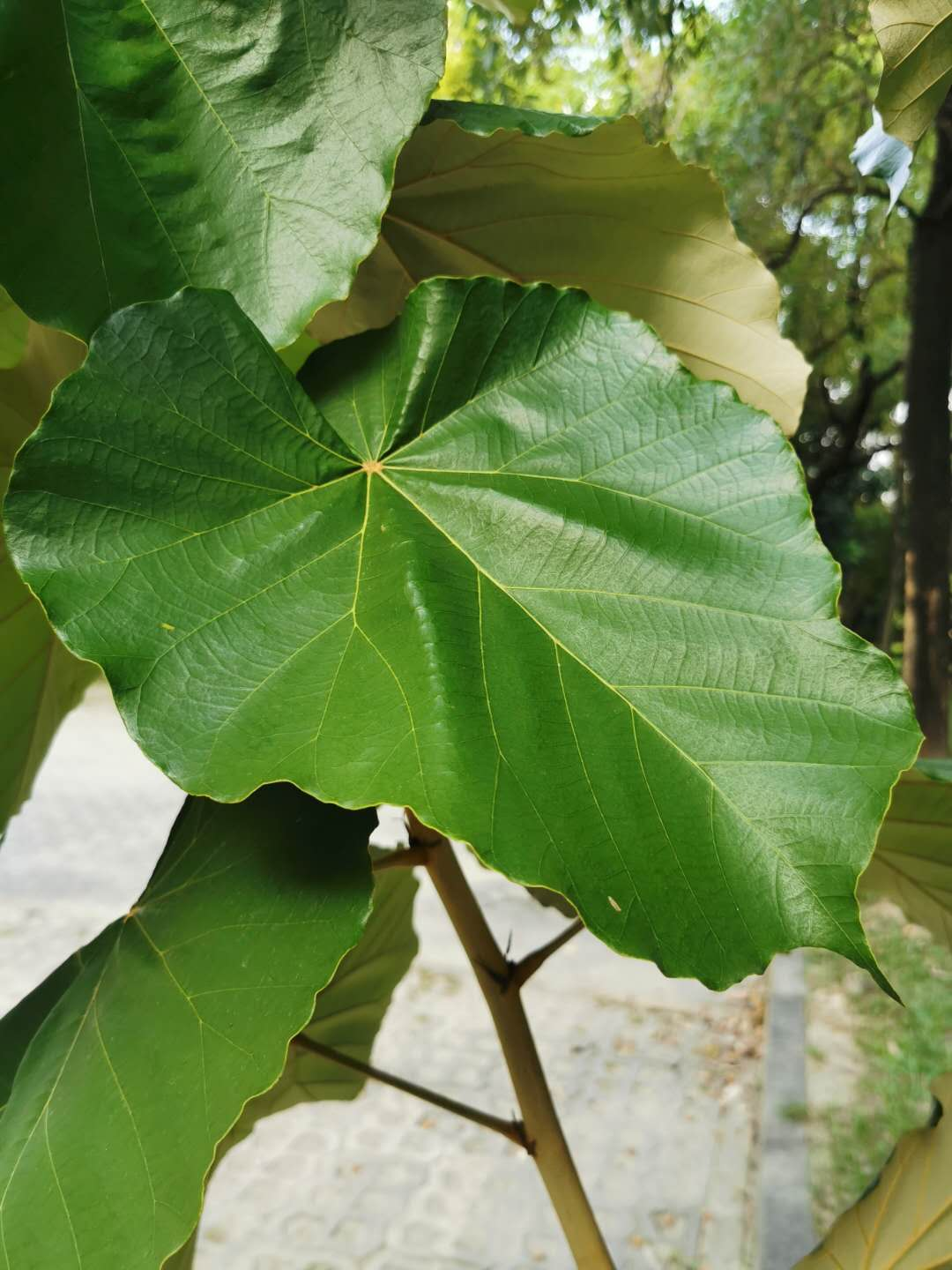
大型葉，側脈與側脈間呈隆起狀。葉正面深綠，背面淺乳棕。葉互生，柄長
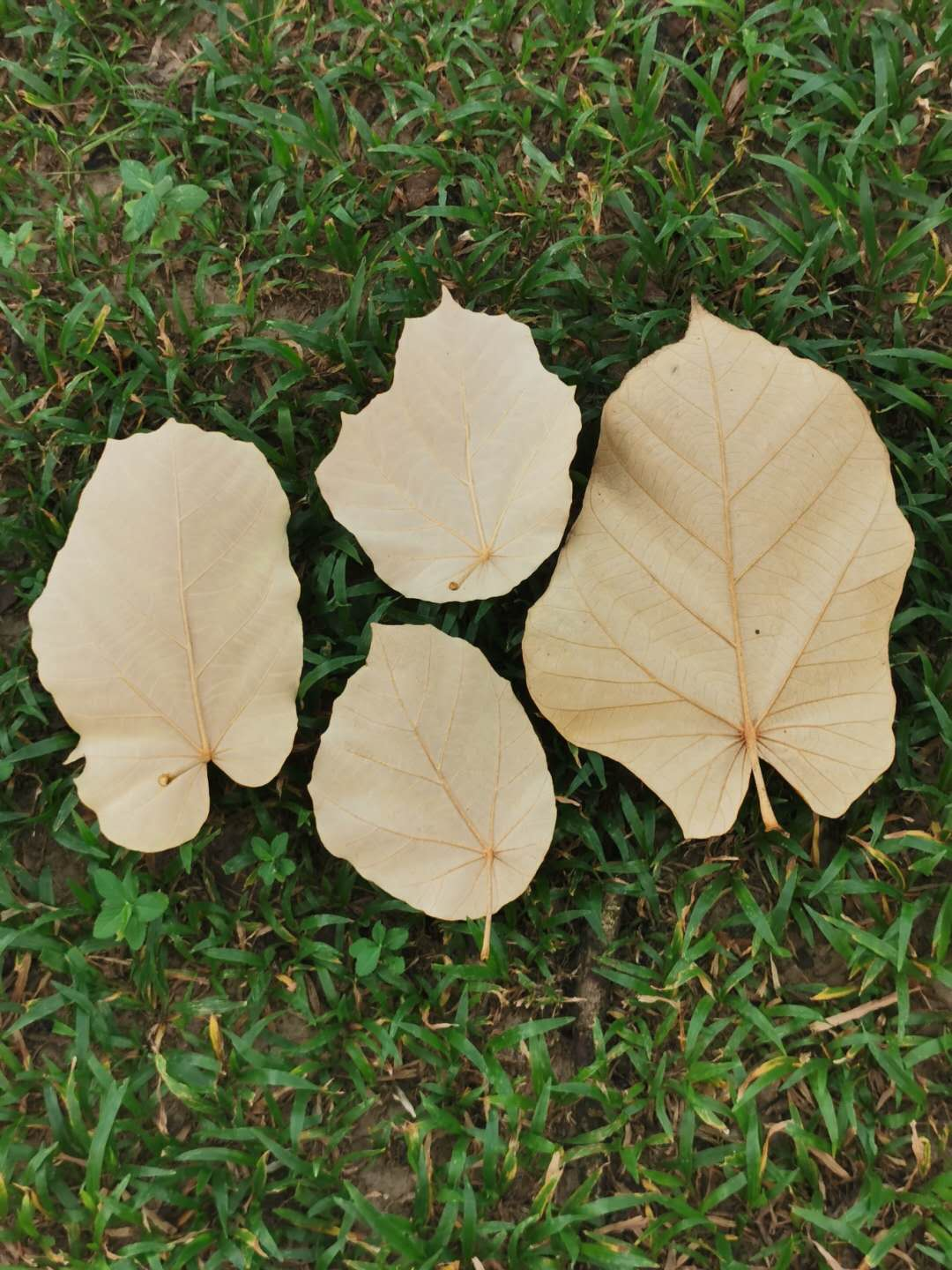
葉形多樣，長約15至30公分，不含葉柄
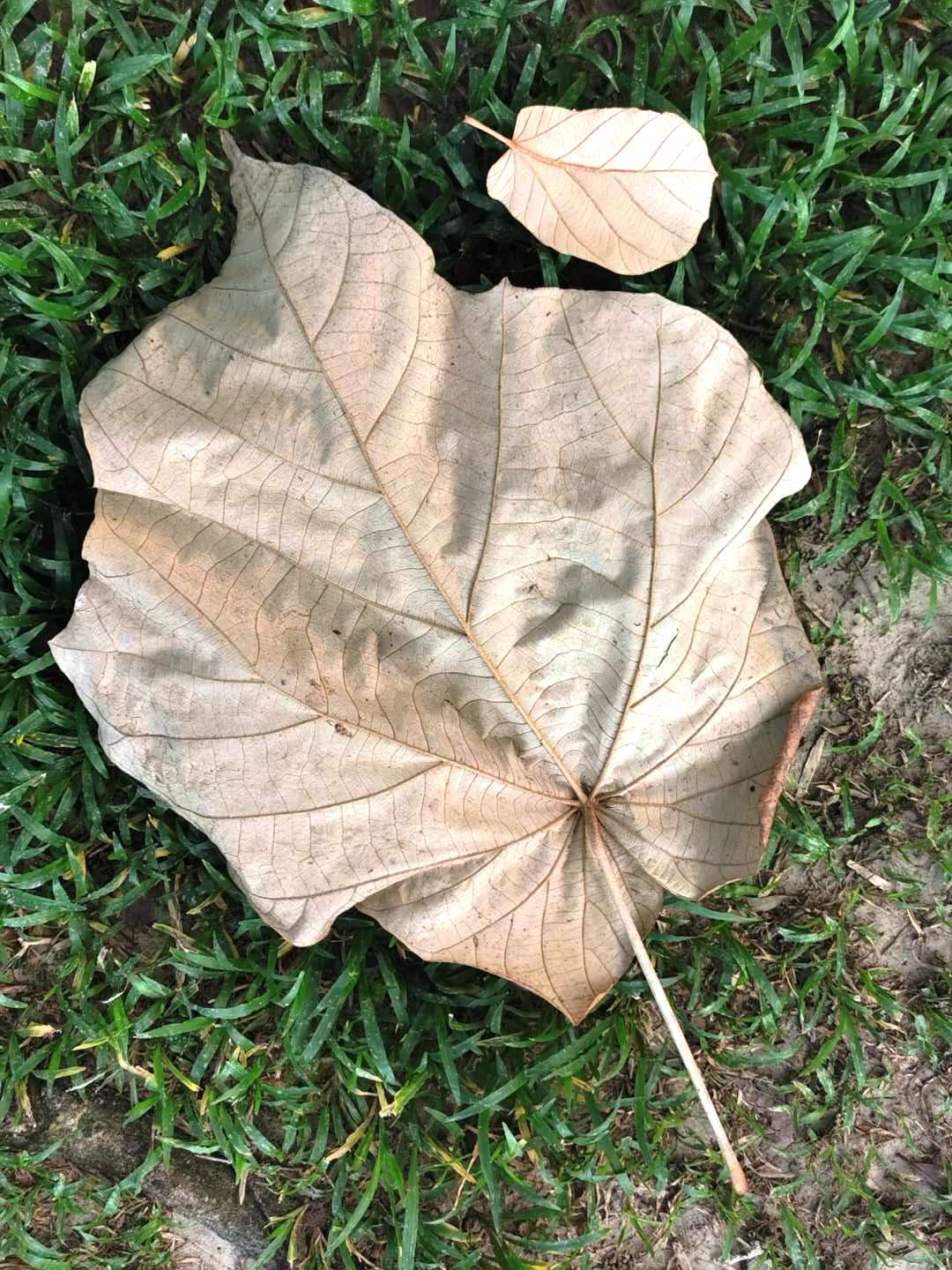
葉形多樣，50與10公分長葉片，不含葉柄
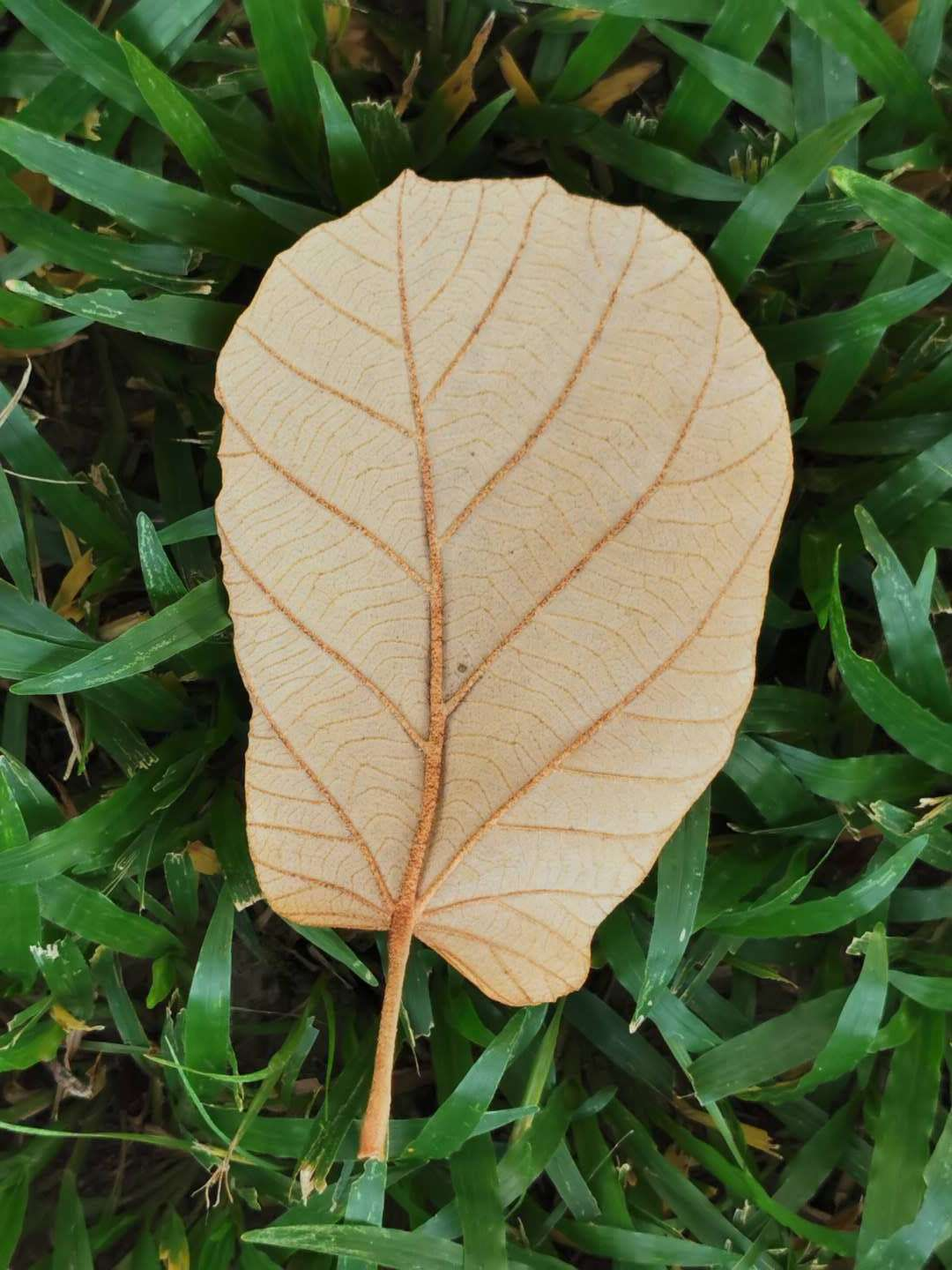
葉形多樣，10公分長葉片，不含葉柄（維基資源共享內有較多圖檔）
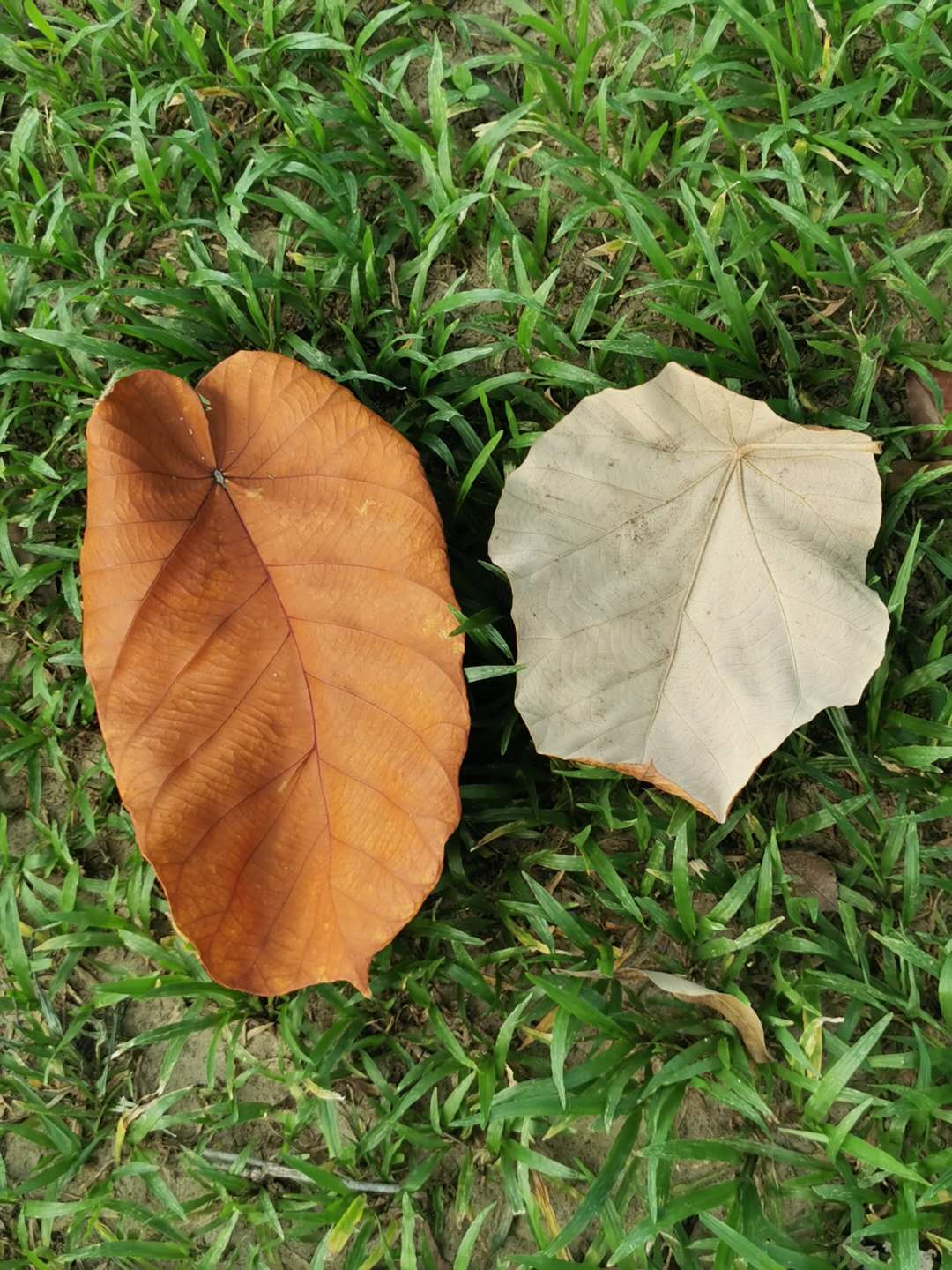
葉形多樣，落葉正面棕色，背面淺乳棕
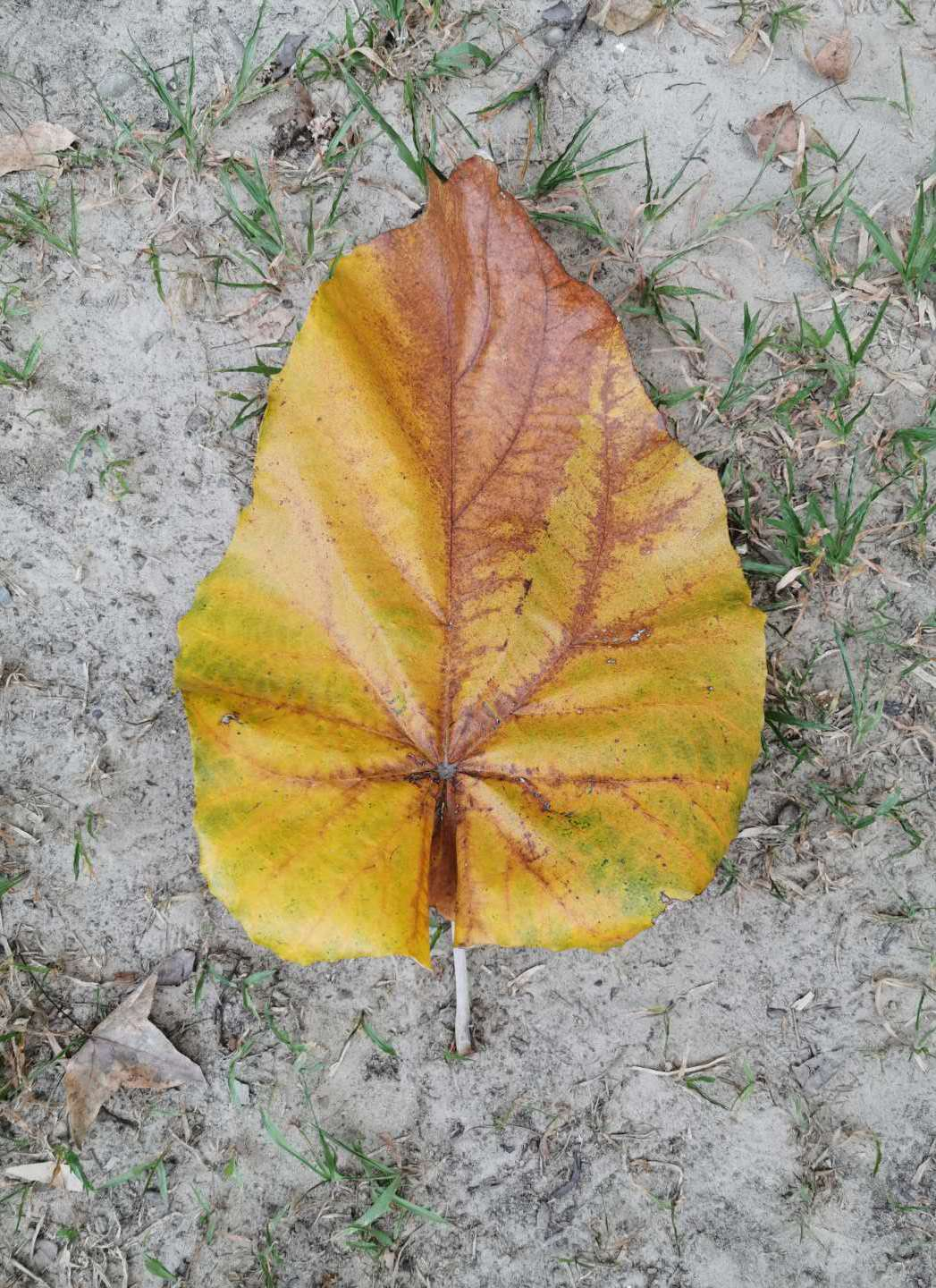
葉形多樣，約20公分長葉片，不含葉柄
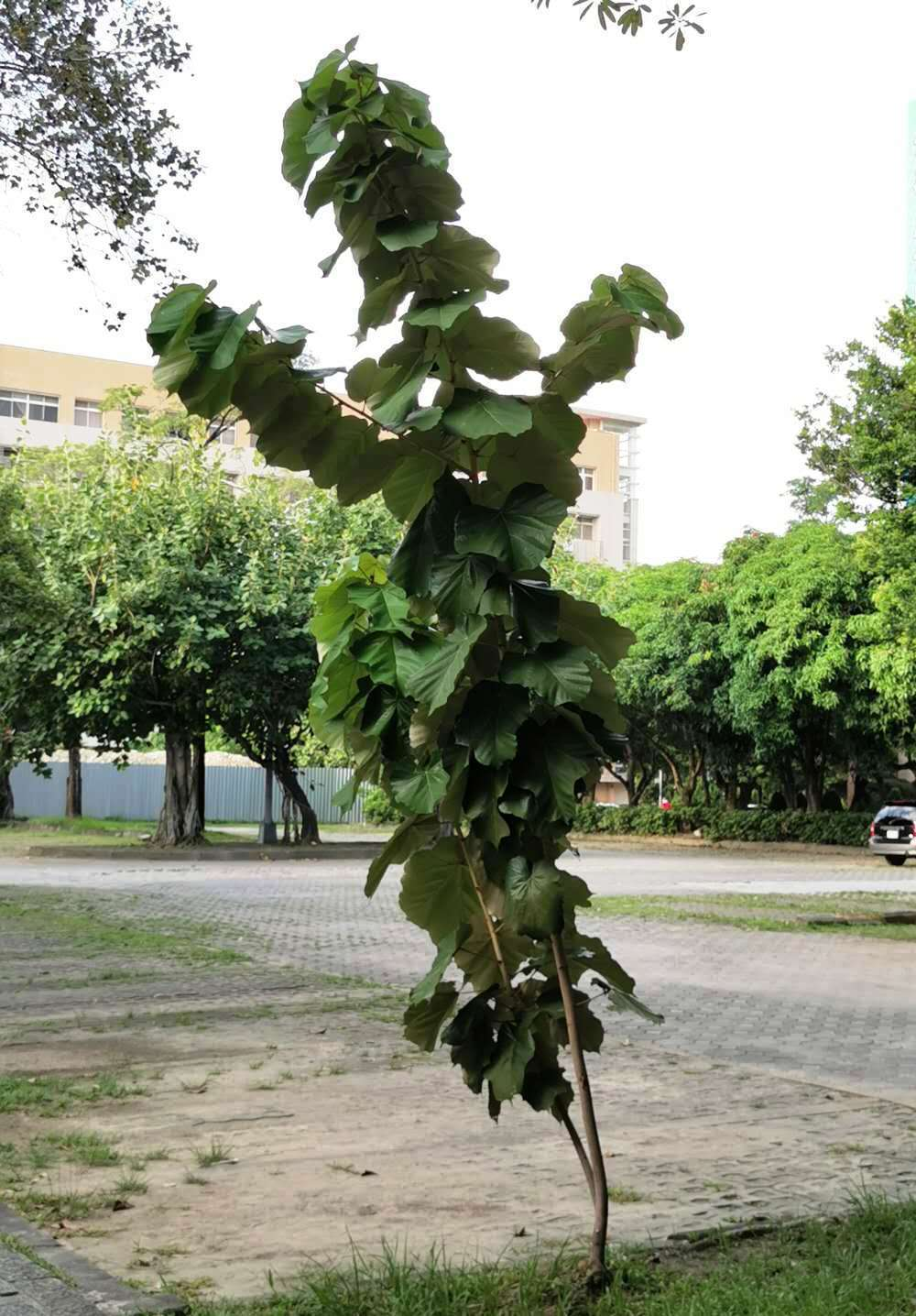
幼株，葉片長約30至50公分，不含葉柄
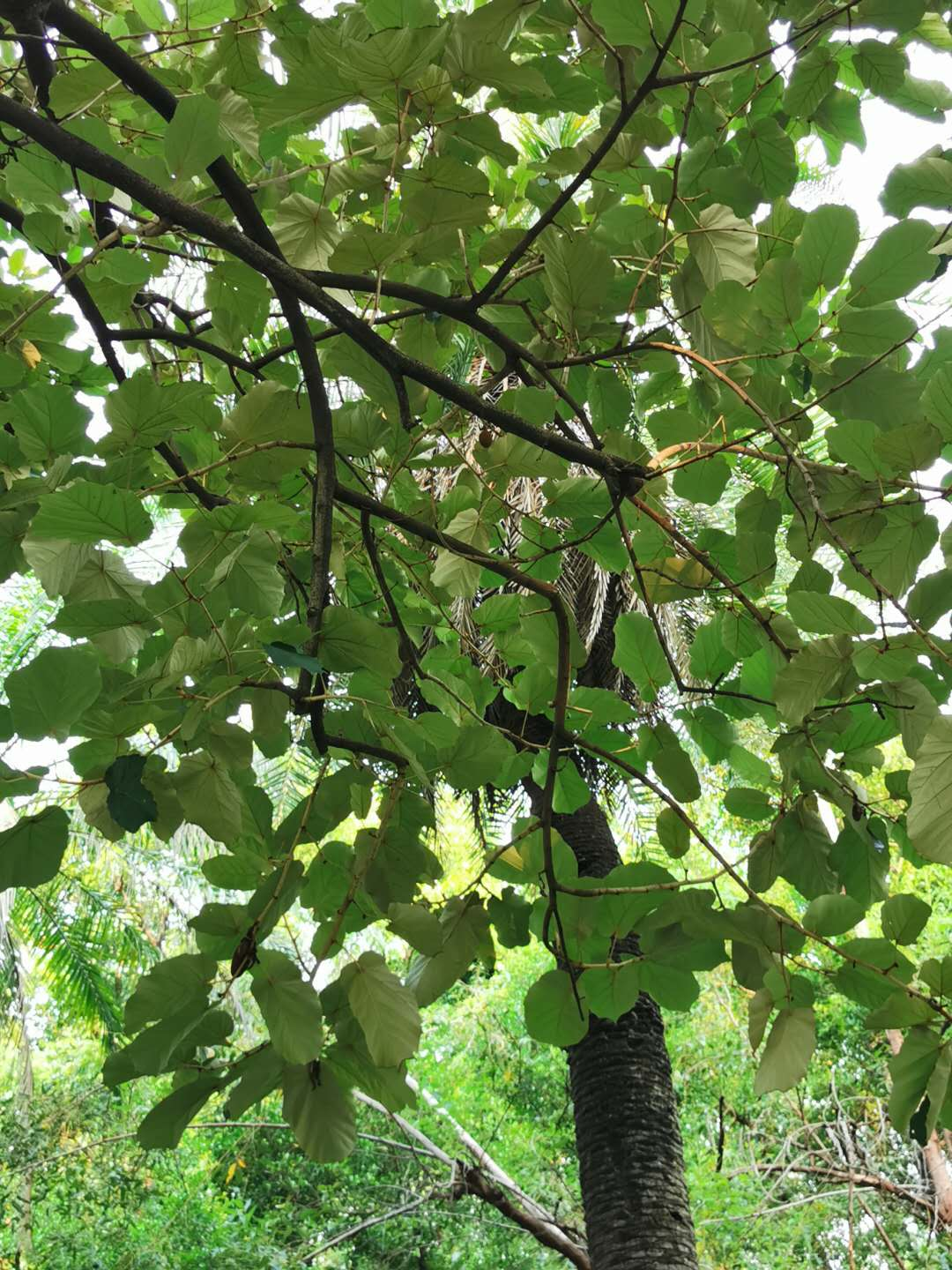
枝葉
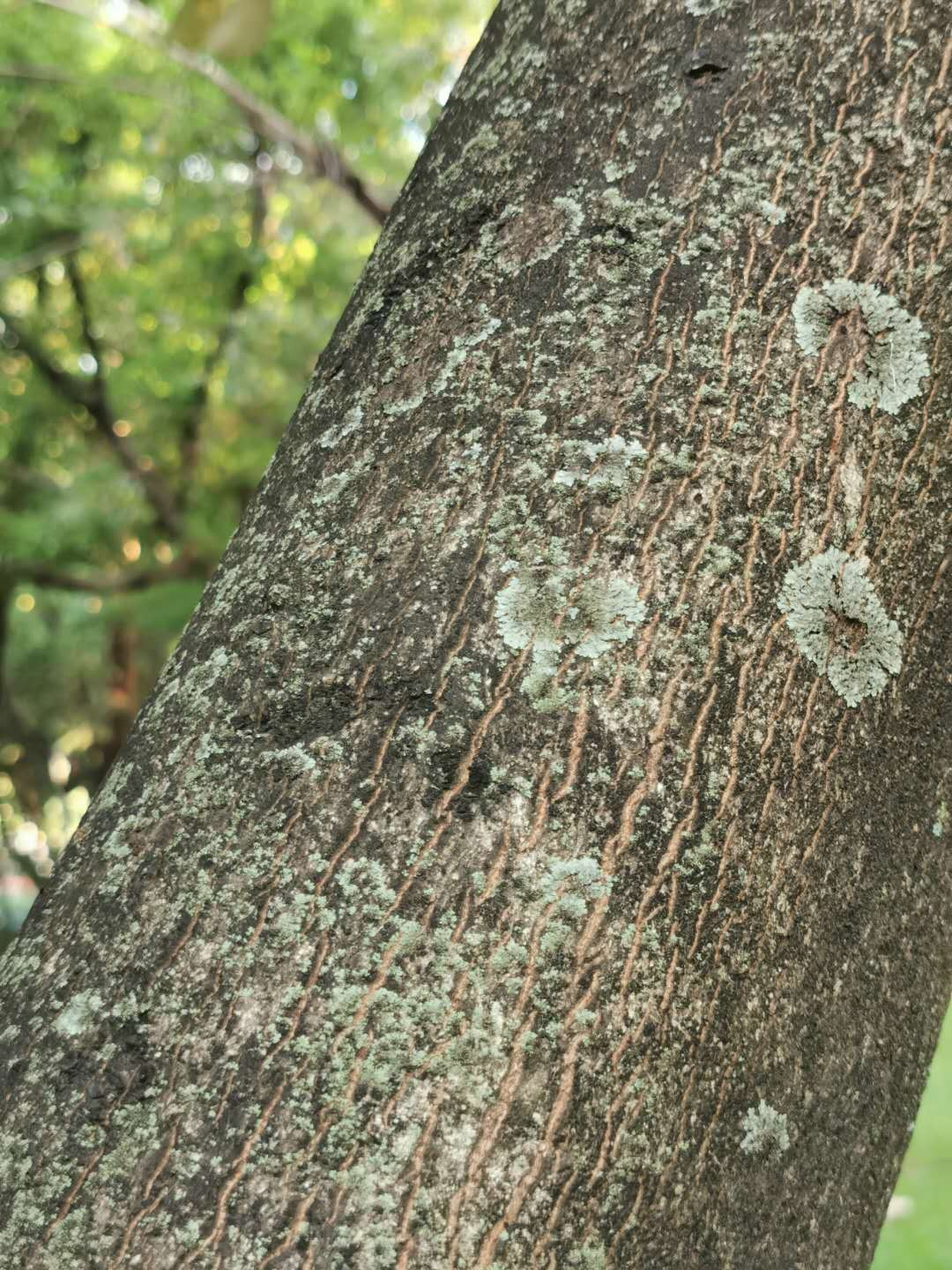
莖幹
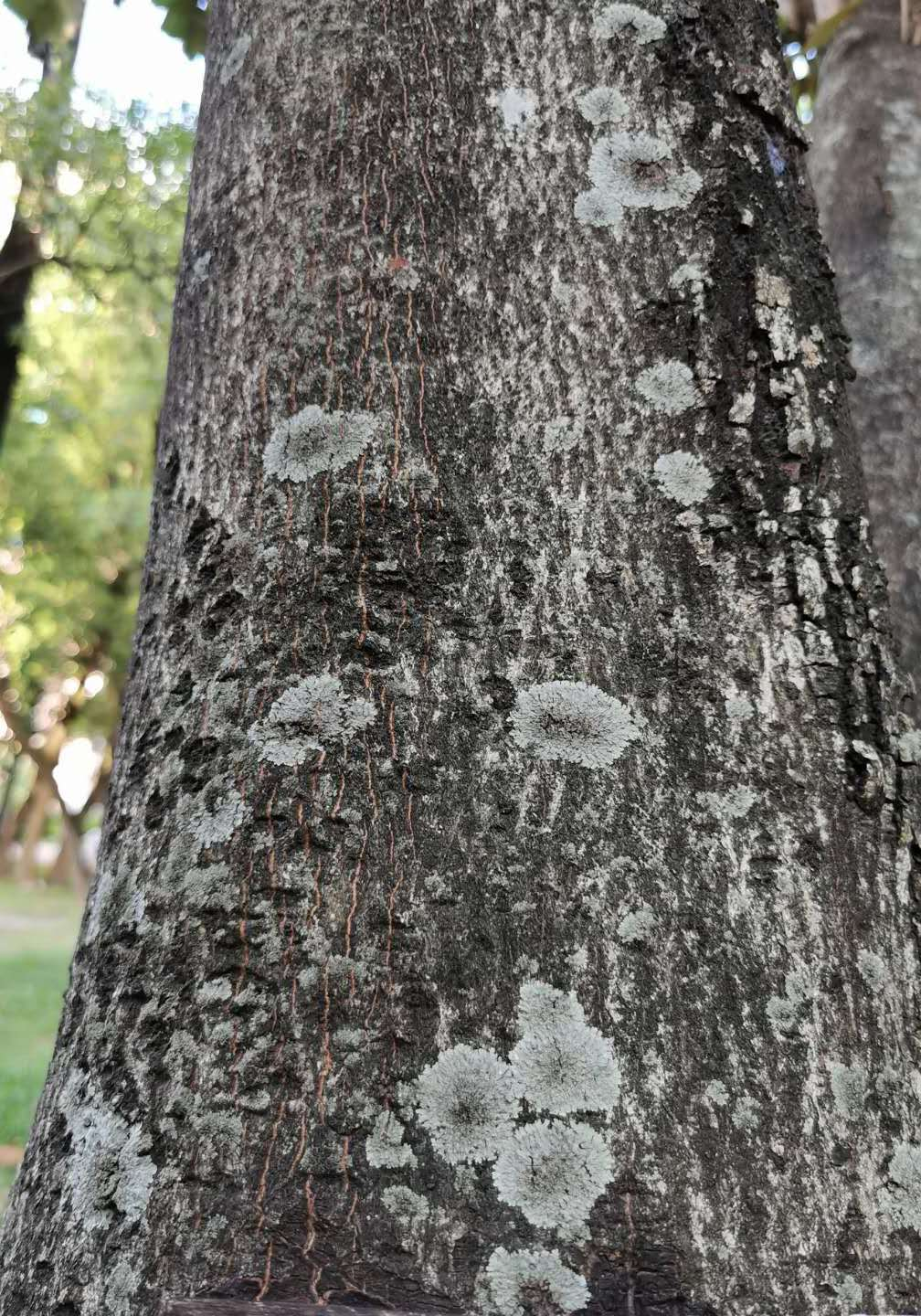
莖幹
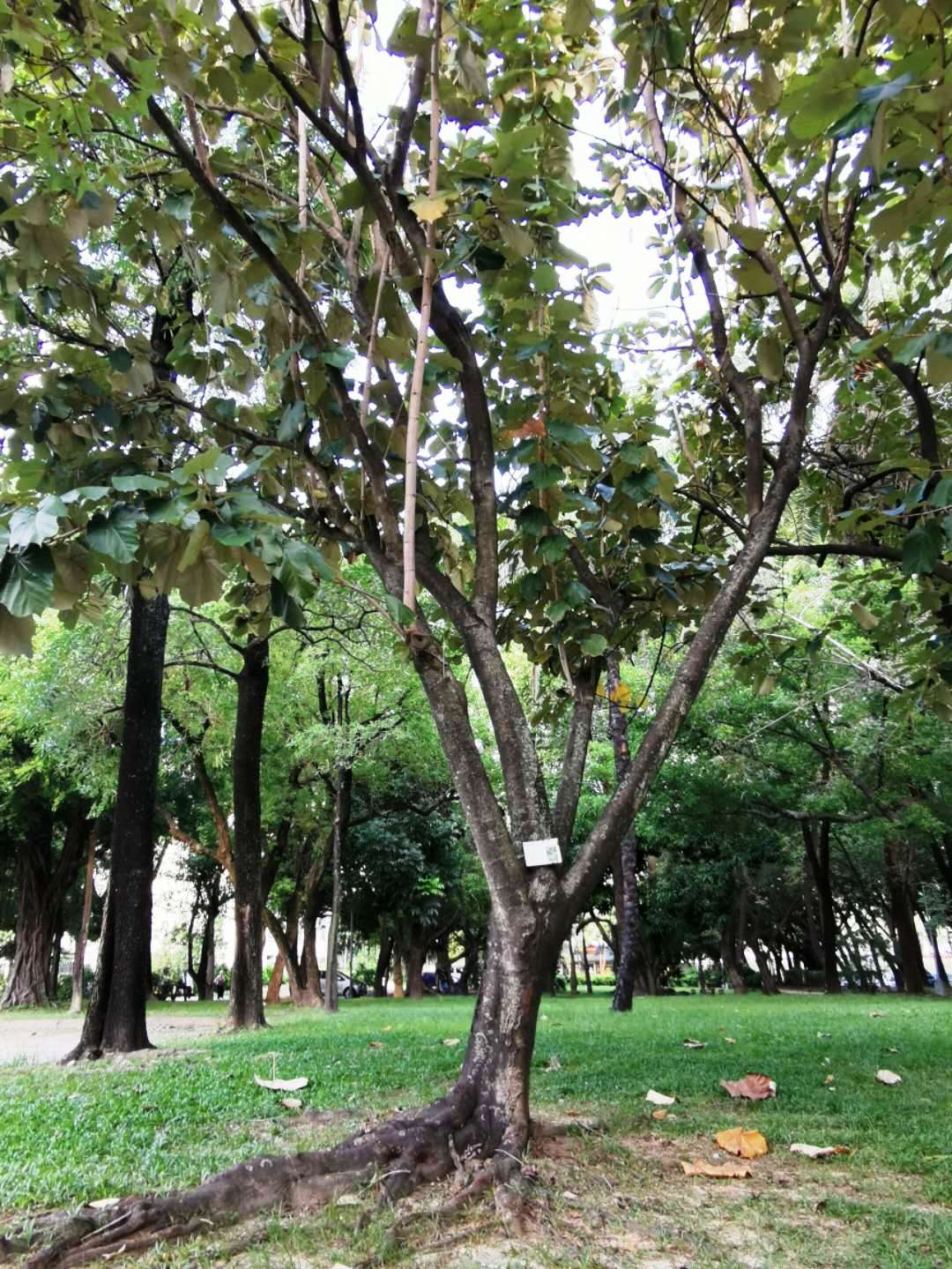
畢挺新枝，中間者高約6公尺以上
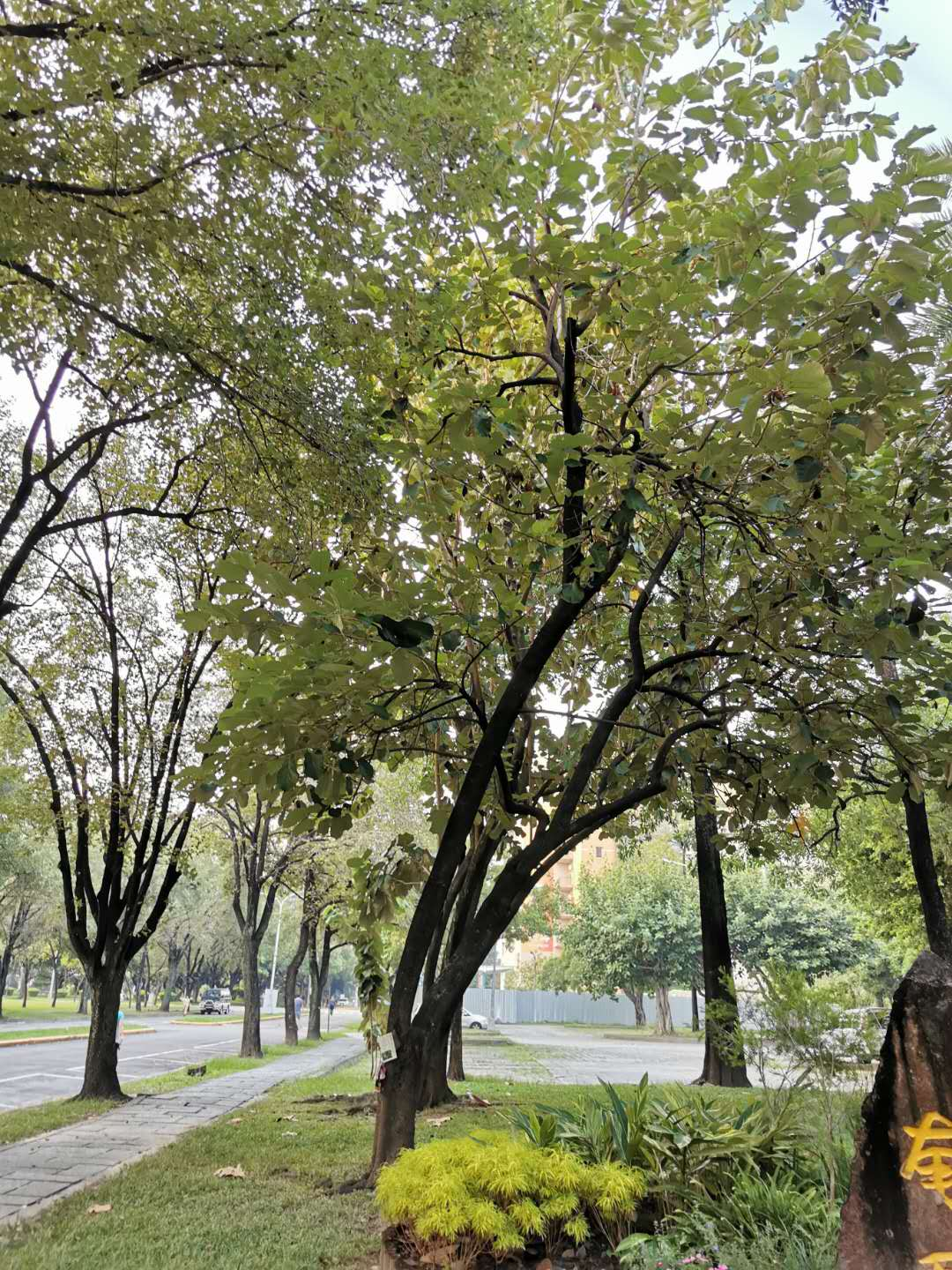
植株